# Alwyn Schlebusch
Alwyn Louis Schlebusch (né le 16 septembre 1917 et mort le 7 janvier 2008), est un avocat et un homme politique sud-africain, membre du parti national. Député, speaker (président) de l'assemblée nationale de 1974 à 1976 et plusieurs fois ministre, il est le seul à avoir occupé le poste de « vice-président d’État » du 1er janvier 1981 au 3 septembre 1984.

## Biographie
La famille d'Alwyn Schlebusch est d'origine allemande. Il est né à Lady Grey dans la province du Cap (Cap-Oriental) le 16 septembre 1917.
Avocat de profession, Schlebusch commence sa carrière politique dans les années 1940 comme maire d'Henneman une commune de l'état libre d'Orange. Il entre ensuite au parlement où il représente la circonscription de Kroonstad de 1962 à 1980.
En 1972, le premier ministre John Vorster le nomme à la tête d'une commission parlementaire chargée d'enquêter sur les activités de la National Union of SA Students (Nusas), de l'institut chrétien du pasteur Beyers Naude et de la SA Institute of Race Relations, trois organisations connus pour leur lutte contre l'apartheid. À l'issue de l'enquête en 1973, la commission qu'il préside prononce, avec le soutien de l'opposition parlementaire représentée par le parti uni, la dissolution de l'institut chrétien et le bannissement de 8 étudiants pour "mise en danger de l'état".
De 1974 à 1976, Schlebusch préside l'assemblée nationale puis est nommé ministre des travaux publics par Vorster en 1976.
Chef du parti national dans la province très conservatrice de l'état libre d'Orange (1977-1980), Schlebusch apporta un soutien décisif au ministre de la défense Pieter Botha contre Connie Mulder lors de sa candidature pour succéder en 1978 à John Vorster au poste de président du parti national et de premier ministre.
En 1979, il succède à Jimmy Kruger en tant que ministre de la justice. Il a alors la réputation d'un homme intègre et sincère au profil opposé à celui de son prédécesseur. Il est surnommé "Mr Clean" par le Sunday Times. En 1980, il joue un rôle décisif dans l'admission des premiers avocats noirs au barreau de Pretoria.
Le 8 mai 1980, il est chargé par le premier ministre Pieter Botha de diriger une commission parlementaire chargée d'examiner les réformes proposées par la commission Theron mandatée par John Vorster sept ans plus tôt. Dans ses rapports, la commission Theron indique que le système parlementaire de Westminster est obsolète, inadapté pour une société multiculturelle et plurielle comme la société sud-africaine, qu'il renforce les conflits politiques et la domination culturelle d'un groupe sur les autres, formant ainsi un obstacle à la bonne gouvernance du pays. La commission en appelle au changement de système mais ne remet pas en question le principe des lois d'apartheid.
Schlebusch est alors l'un des artisans des réformes constitutionnelles au côté de Chris Heunis ce qui amène les membres les plus conservateurs du parti national, comme Andries Treurnicht et Ferdinand Hartzenberg à quitter le parti national pour fonder en 1982 le Parti conservateur qui reçoit le soutien de Betsie Verwoerd (veuve d'Hendrik Verwoerd), de Jimmy Kruger, ancien ministre de la justice et ancien président du sénat sud-africain, aboli en 1981, de Connie Mulder, chef du Parti national-conservateur de John Vorster, et de la plupart des groupuscules d'extrême droite. Du 1er janvier 1981 au 3 septembre 1984, Schlebusch est nommé au tout nouveau poste de "vice-président d'état", il préside le Conseil chargé d'élaborer la nouvelle Constitution.
Ce poste de vice-président est aboli quand la nouvelle Constitution, instaurant un parlement tricaméral et remplaçant le poste de président honorifique par celui de président exécutif, entre en vigueur en 1984. Il s'éloigne alors provisoirement de la politique pour rester auprès de son épouse atteinte d'un cancer.
En 1986, Botha le rappelle au gouvernement comme ministre d'état à la présidence. À ce poste, Botha en fait son envoyé spécial, notamment auprès du chancelier Helmut Kohl à qui il propose la libération de Nelson Mandela contre le soutien de l'Allemagne de l'Ouest à l'Afrique du Sud. Kohl refuse exigeant une libération sans condition de Mandela.
Alwyn Schlebusch se retire ensuite de la vie politique.
Il meurt à Pretoria le 7 janvier 2008 à l'âge de 90 ans. Son enterrement a lieu à Kroonstad, en présence de 200 personnes dont la vice-présidente sud-africaine Phumzile Mlambo-Ngcuka. Il est enterré auprès de son épouse décédée en 1996.

## Sources
- (en) « SA's only state vice-president dies at 90 ». Annonce de sa mort sur le site officiel du Mail & Guardian
- (en) Article du Sunday Times du 13 janvier 2008 intitulé Alwyn Schlebusch, Nat stalwart who became vice-president